# Cấy ghép tử cung
Ghép tử cung hay cấy ghép tử cung là một thủ tục phẫu thuật, theo đó tử cung khỏe mạnh được cấy vào một sinh vật mà tử cung không có hoặc bị bệnh. Là một phần của sinh sản hữu tính ở động vật có vú bình thường, tử cung bị bệnh hoặc vắng mặt không cho phép cấy phôi bình thường, giúp sinh sản vô sinh nữ một cách hiệu quả. Hiện tượng này được gọi là vô sinh tử cung tuyệt đối (AUFI). Ghép tử cung là một điều trị tiềm năng cho hình thức vô sinh này.

## Lịch sử

### Ca nghiên cứu
Năm 1896, Emil Knauer, một người Áo 29 tuổi làm việc tại một trong những phòng khám phụ khoa của Vienna, đã công bố nghiên cứu đầu tiên về cấy ghép buồng trứng ghi lại chức năng bình thường ở một con thỏ. Điều này dẫn đến việc điều tra cấy ghép tử cung vào năm 1918. Vào năm 1964 và 1966, Eraslan, Hamernik và Hardy, tại Trung tâm Y tế Đại học Mississippi ở Jackson, Mississippi, là những người đầu tiên thực hiện một ca cấy ghép tử cung của động vật (chó) và sau đó mang thai từ tử cung đó. Vào năm 2010, Diaz-Garcia và các đồng nghiệp tại Khoa Phụ sản, Đại học Gothenburg, Thụy Điển, đã chứng minh ca ghép tử cung thành công đầu tiên trên thế giới, áp dụng với một con chuột, với những con chuột con được sinh ra khỏe mạnh.